# Суходиљск
Суходиљск (укр. Суходільськ) град је Украјини у Луганској области. Према процени из 2012. у граду је живело 21.167 становника.

## Становништво
Према процени, у граду је 2012. живело 21.167 становника.
| 1979.  | 1989.  | 2001.  | 2012.  |
| ------ | ------ | ------ | ------ |
| 27.051 | 28.382 | 23.642 | 21.167 |